# Capellán de monjas
También llamado vicario de monjas, el capellán de monjas es el sacerdote encargado de dirigir espiritualmente a las comunidades de religiosas.
Los capellanes de monjas deben ser de edad madura y al mismo tiempo instruidos, pues no tanto se llaman tales los sacerdotes por su edad avanzada, cuanto por su sabiduría. Es tan necesario el requisito de la edad que la abadesa o supcriora puede no admitir al capellán joven que el obispo quiera dar a las monjas y por identidad de razón, aunque estas tengan derecho de nombrarse capellán, puede el obispo rechazarlo por justa causa, v. g,, la de ser demasiado joven. Sin embargo, como pudieran no hallarse fácilmente capellanes ancianos o al menos de edad madura, queda a la prudencia del obispo, después de pesadas las circunstancias del caso y lugar, admitir a los jóvenes con tal que sean de buenas costumbres, estén dotados de cualidades religiosas y gocen en general de buena fama.
Como el cargo de capellán de monjas supone en el que ha de desempeñarle los requisitos de edad, ciencia y prudencia indicados, el que lo fuese no puede nombrar por sustituto a otro presbítero sin expresa licencia del obispo o de su vicario general. No siendo tampoco perpetuo ni dando título canónico, el que lo obtiene puede ser amovible a voluntad del legítimo superior y es regla general que los capellanes de monjas exentas o de las sujetas a la jurisdicción episcopal, no pueden a pesar de su cualidad de amovibles ser separados sin justa causa .
Cuando las monjas están subordinadas a la autoridad de los prelados regulares de la orden, pende de estos la designación de capellanes. En este caso el cap. 18 de la Bula Apostolici Ministerii dispone que el nombrado debe además exponerse o probar su suficiencia ante el ordinario diocesano.